# Kanton Audruicq
Der Kanton Audruicq war bis 2015 ein französischer Kanton im Arrondissement Saint-Omer, im Département Pas-de-Calais und in der Region Nord-Pas-de-Calais; sein Hauptort war Audruicq. Vertreter im Generalrat des Départements war zuletzt von 2004 bis 2015 Olivier Majewicz (PS).
Der Kanton Audruicq war 203,10 km² groß und hatte 23.068 Einwohner (Stand: 1999), was einer Bevölkerungsdichte von etwa 113 Einwohnern pro km² entsprach. Er lag im Mittel 6 Meter über dem Meeresspiegel, zwischen 0 Metern in Oye-Plage und 64 Metern in Ruminghem.

## Gemeinden
Der Kanton bestand aus 13 Gemeinden:
| Gemeinde            | Einwohner Jahr | Fläche km² | Bevölkerungsdichte | Code INSEE | Postleitzahl |
| ------------------- | -------------- | ---------- | ------------------ | ---------- | ------------ |
| Audruicq            | 5.330 (2013)   | 14,44      | 369 Einw./km²      | 62057      | 62370        |
| Guemps              | 1.060 (2013)   | 15,89      | 67 Einw./km²       | 62393      | 62370        |
| Nortkerque          | 1.629 (2013)   | 13,19      | 124 Einw./km²      | 62621      | 62370        |
| Nouvelle-Église     | 556 (2013)     | 9,07       | 61 Einw./km²       | 62623      | 62370        |
| Offekerque          | 1.147 (2013)   | 13,37      | 86 Einw./km²       | 62634      | 62370        |
| Oye-Plage           | 5.374 (2013)   | 33,86      | 159 Einw./km²      | 62645      | 62215        |
| Polincove           | 810 (2013)     | 4,75       | 171 Einw./km²      | 62662      | 62370        |
| Ruminghem           | 1.640 (2013)   | 13,89      | 118 Einw./km²      | 62730      | 62370        |
| Saint-Folquin       | 2.172 (2013)   | 17,95      | 121 Einw./km²      | 62748      | 62370        |
| Sainte-Marie-Kerque | 1.570 (2013)   | 18,47      | 85 Einw./km²       | 62756      | 62370        |
| Saint-Omer-Capelle  | 1.104 (2013)   | 10,69      | 103 Einw./km²      | 62766      | 62162        |
| Vieille-Église      | 1.409 (2013)   | 21,12      | 67 Einw./km²       | 62852      | 62162        |
| Zutkerque           | 1.714 (2013)   | 16,41      | 104 Einw./km²      | 62906      | 62370        |